# Trolltjärnen (Överluleå socken, Norrbotten, 730581-176818)
Trolltjärnen är en sjö i Bodens kommun i Norrbotten och ingår i Luleälvens huvudavrinningsområde. Sjön har en area på 0,0403 kvadratkilometer och ligger 50 meter över havet.

## Delavrinningsområde
Trolltjärnen ingår i det delavrinningsområde (730806-176759) som SMHI kallar för Mynnar i Luleälvens vattendragsyta. Medelhöjden är 56 meter över havet och ytan är 12,29 kvadratkilometer. Det finns inga avrinningsområden uppströms utan avrinningsområdet är högsta punkten. Vattendraget som avvattnar avrinningsområdet har biflödesordning 2, vilket innebär att vattnet flödar genom totalt 2 vattendrag innan det når havet efter 28 kilometer. Avrinningsområdet består mestadels av skog (80 procent). Avrinningsområdet har 0,09 kvadratkilometer vattenytor vilket ger det en sjöprocent på 0,7 procent.